# Шува, Маркос
Маркос Шува — португальский легкоатлет, который специализируется в прыжках в длину. Серебряный призёр чемпионата Европы среди молодёжи 2011 года. Занял 10-е место на чемпионате мира в Тэгу. На олимпийских играх 2012 года не смог квалифицироваться в финал. Бронзовый призёр Универсиады 2013 года с результатом 8,15 м. Выступал на чемпионате мира 2013 года в Москве, но не вышел в финал. Многократный чемпион Португалии. 
Личный рекорд — 8,34 м. 

## Биография
Заниматься лёгкой атлетикой начал в 2003 году. С 2007 года выступает за спортивный клуб Benfica из Лиссабона. Учится в новом университете Лиссабона (порт. Universidade Nova de Lisboa).